# راه (ترانه آریانا گرانده)
«راه» تک‌آهنگ آغازین هنرمند اهل ایالات متحده آمریکا، آریانا گرانده، برای اولین آلبومش ارادتمند شما است که توسط لیبل ریپابلیک رکوردز در ۲۵ مارس ۲۰۱۳ منتشر شد. راه توسط یکی از تهیه کنندگان این آهنگ، هارمونی سموئلز به همراه امبر استریتر، آل شرود لمبرت، جوردین اسپارکس، برندا راسل و مک میلر، کسی که در این آهنگ به عنوان رپر با گرانده همکاری داشته، نوشته شده‌است. تهیه‌کنندگی این آهنگ توسط هارمونی سموئلز و آریانا گرانده انجام شده. پس زمینه آهنگ بر اساس ملودی پیانو، با الهام از آهنگ «راز کوچکی از عشق» سال ۱۹۷۹ برندا راسل است؛ و شباهت‌های ملودیک و لیریک با آهنگ «هنوز یک بازیکن نیستم» سال ۱۹۹۸ بیگ پان دارد (این آهنگ نیز نمونه ای از «راز کوچکی از عشق» است)
این آهنگ در هفته اول، با رتبه ۱۰ وارد ۱۰۰ آهنگ داغ بیلبورد شد، و در هفته‌های بعد به رتبه ۹ در ۱۰۰ آهنگ داغ بیلبورد آمریکا رسید؛ و تبدیل شد به اولین ترانه گرانده که وارد ۱۰ ترانه برتر ۱۰۰ آهنگ داغ بیلبورد می‌شود. از زمانی که ییل نایم اولین و تنها تک‌آهنگ خود، روح جدید را در سال ۲۰۰۸ منتشر کرد و ترانه او در هفته اول وارد ۱۰ ترانه برتر شد؛ گرانده تبدیل شد به دومین خواننده زن در تاریخ موسیقی که اولین تک‌آهنگش در هفته اول وارد ۱۰ ترانه برتر ۱۰۰ آهنگ داغ بیلبورد می‌شود، و تنها خواننده زن در این دهه. در مارس ۲۰۱۶ تأیید شد که راه، در آمریکا بیش از ۲٬۳ میلیون فروش خالص و بیش از ۳ میلیون فروش ناخالص داشته و از طرف انجمن صنفی ضبط موسیقی آمریکا، ۳ نشان پلاتینیوم دریافت کرده‌است. (هر پلاتینیوم برابر با ۱ میلیون فروش در آمریکاست)